# Ubaldo Righetti
Ubaldo Righetti (* 1. März 1963 in Sermoneta) ist ein ehemaliger italienischer Fußballspieler, der während seiner aktiven Karriere für AS Rom, Udinese Calcio, US Lecce und Pescara Calcio aktiv war. Zudem absolvierte er acht Partien für die italienische Fußballnationalmannschaft.

## Karriere

### Verein
Ubaldo Righetti begann seine aktive Laufbahn im Jugendalter bei der US Latina und wechselte im Jahr 1980 zum AS Rom, mit dem er in der Saison 1980/81 unter dem Cheftrainer Nils Liedholm den italienischen Pokalwettbewerb, die Coppa Italia, gewinnen konnte. Nachdem er in den ersten beiden Jahren nur wenige Partien absolviert hatte, bestritt er in der Saison 1982/83 zwölf Ligapartien und im Folgejahr erhielt der Abwehrspieler 21 Einsätze in der Serie A. Im Jahr 1983 errang Righetti mit den Hauptstädtern seinen ersten Scudetto und gewann in den Spielzeiten 1983/84 und 1985/86 den italienischen Pokalwettbewerb. In der Saison 1983/84 erreichte der Verteidiger mit dem AS Rom außerdem den Einzug ins Finalspiel des Europapokal der Landesmeister, nachdem in vier Runden IFK Göteborg, ZSKA Sofia, der BFC Dynamo und Dundee United besiegt wurden.
Die Partie gegen den FC Liverpool endete nach der Verlängerung mit einem 1:1-Unentschieden. Im abschließenden Elfmeterschießen verwandelte Ubaldo Righetti seinen Elfmeter, auf der Seite der Römer vergaben jedoch Bruno Conti und Francesco Graziani ihre Schussversuche, während bei den Engländern nur Steve Nicol scheiterte und somit Liverpool die Trophäe erringen konnte. 1984 zeichnete ihn die Fachzeitschrift Il Guerin Sportivo als besten Nachwuchsspieler Europas mit der Trofeo Bravo aus. Im Sommer 1987 wechselte er für ein Jahr zu Udinese Calcio, bei dem er sich als Stammspieler etablieren konnte. Dennoch verließ Righetti ein Jahr später den Verein und schloss sich der US Lecce an. Auch in Lecce zählte der Defensivspieler stets zum Stammkader und lief zwei Jahre für den Verein auf.
Im Juli 1990 entschloss er sich beim Zweitligisten Pescara Calcio zu unterzeichnen. Mit dem Biancoazzurri platzierte er sich in seiner ersten Saison auf dem mäßigen 13. Rang in der Serie B, ein Jahr später folgte als Zweitplatzierter der Aufstieg in die höchste Spielklasse. Bereits nach einer Saison in der Serie A stieg er mit dem Verein als Tabellenletzter wieder ab. In den Folgejahren belegte Righetti mit Pescara mäßige Mittelfeldränge in der Serie B und sicherte sich erfolgreich den Klassenerhalt. Im Jahr 1995 beendete er seine aktive Karriere.

### Nationalmannschaft
Righetti wurde im Jahr 1982 von Azeglio Vicini erstmals in den Kader der italienischen U-21-Auswahl berufen, für die er am 27. Oktober 1982 in der Partie gegen Rumänien debütierte. Der Verteidiger wurde von Nationaltrainer Enzo Bearzot im November 1983 erstmals in den Kader der italienischen Nationalmannschaft berufen. Dabei gab er am 16. November 1983 in der Partie gegen die Tschechoslowakei sein Debüt, die Italiener verloren das Spiel mit 2:0. Insgesamt absolvierte er acht Partien für Italien, sein letzter Einsatz am 2. Juni 1985 gegen Mexiko endete mit einem 1:1-Unentschieden.